# Nuno Morais Sarmento
Nuno Albuquerque Morais Sarmento, né le 31 janvier 1961 à Lisbonne, est un homme politique portugais membre du Parti social-démocrate (PPD/PSD). Il est ministre de la Présidence entre 2002 et 2005.

## Biographie

### Un avocat membre de nombreuses institutions
En 1984 il obtient une licence en droit à l'université catholique portugaise (UCP). Devenu conseiller du médiateur de la Santa Casa de Misericórdia en 1991, il passe avec succès l'examen du barreau un an plus tard et s'inscrit alors à l'ordre des avocats.
Après avoir été administrateur délégué d'un établissement hospitalier en 1992, il est recruté comme conseiller juridique pour le haut commissariat du programme national de prévention de la toxicomanie en 1993. Il intègre en 1994 la commission pour la protection des données personnelles, puis devient le représentant de l'État portugais à l'Autorité de contrôle commune de Schengen (ACC) un an plus tard.
Il est élu membre du conseil supérieur du ministère public en 1997.

### Parcours politique: ministre et député
Lors des élections législatives anticipées du 17 mars 2002, il est investi tête de liste du Parti social-démocrate dans le district de Santarém. Avec un score de 38,1 % des voix, il talonne le Parti socialiste (PS) dont la liste est menée par Jorge Lacão et fait élire 4 députés à l'Assemblée de la République. Nuno Morais Sarmento est nommé le 6 avril suivant ministre de la Présidence du XVe gouvernement constitutionnel, dirigé par le Premier ministre libéral José Manuel Durão Barroso. Il est choisi trois mois plus tard comme vice-président du PPD/PSD lors du XXIVe congrès national.
Lorsque Barroso démissionne pour devenir président de la Commission européenne, le maire de Lisbonne Pedro Santana Lopes le remplace et forme le 17 juillet 2004 le XVIe gouvernement constitutionnel, dans lequel Sarmento conserve ses fonctions. Le manque d'autorité du nouveau chef de l'exécutif amène à la convocation d'élections anticipées le 20 février 2005.

### Fin de parcours et retour au secteur privé
Il est alors choisi comme chef de file dans le district de Castelo Branco et se trouve opposé au nouveau secrétaire général du PS José Sócrates. Le jour du vote, il est réélu député mais sa liste se contente de 26 % et un siège sur cinq, soit un élu et douze points de moins qu'en 2002, tandis que la liste du responsable socialiste récolte 56 % des suffrages.
Ayant quitté ses fonctions dans l'appareil du parti au XXVIIe congrès, en avril, il démissionne du Parlement le 11 août et se retire de la vie politique. Il reprend alors ses activités d'avocat.